# 17 novembre 1971
Le 17 novembre 1971 est le 321e jour de l'année 1971 du calendrier grégorien. Il s'agit d'un mercredi.

## Musique
- Sortie de Bob Dylan's Greatest Hits Vol. 2, compilation de Bob Dylan.
- Sortie de Farther Along, par The Byrds.

## Naissances
- Ivan Farron, écrivain suisse.
- Olga de Grèce, princesse.

## Décès
- Gladys Cooper, actrice britannique.
- Leslie Godfree, joueur de tennis britannique.
- Maurice Rochette, homme politique français.